# Толиман (Халиско)
Толима́н (исп. Tolimán) — посёлок в Мексике, в штате Халиско, входит в состав одноименного муниципалитета и является его административным центром. Численность населения, по данным переписи 2020 года, составила 1451 человек.

## Общие сведения
Название Tolimán с языка науатль можно перевести как: место, где много туле или место, где рубят туле. Туле (аст. tōllin) — можно перевести как: старое водяное дерево, оно обобщает различные виды водных травянистых растений.
Поселение было основано в доиспанский период индейцами отоми.
В 1523 году в эти земли прибыл конкистадор Алонсо де Авалос, а в 1525 году регион был покорён Франсиско Кортесом. После этого началась евангелизация местного населения монахами Мартином де Хесус Чавесом и Хуаном де Падильей.
В 1890 году Толиман получил статус посёлка и стал комиссарией в муниципалитете Сан-Габриель, а в 1895 году стал административным центром собственного муниципалитета.
Толиман расположен в 180 км к югу от столицы штата, города Гвадалахара, на региональной автодороге 427.

## Население
| Год  | Численность | Численность |
| ---- | ----------- | ----------- |
| 2000 | 1404        | [ 7 ]       |
| 2010 | 1393        | [ 8 ]       |
| 2020 | 1451        | [ 9 ]       |